# Pocahontas (Neil Young)
Pocahontas is een lied dat werd geschreven door Neil Young. Aanvankelijk was het de bedoeling om het uit te brengen op het album Chrome dreams dat in 1977 had moeten uitkomen. Dit album kwam er echter niet. Hierdoor belandde Pocahontas samen met andere nummers zoals Sedan delivery en Powderfinger op het album Rust never sleeps in 1979.

## Thema
Op Rust never sleeps past het tussen andere nummers waarin een reis door de tijd, reizen en verloren vriendschappen centraal staan. De naamgever van het lied, Pocahontas (1595-1617), was een dochter van een indiaans stamhoofd. Ze kwam in handen van blanke kolonisten en overleed in Engeland.
Het lied beschrijft een surrealistische reis die in de tijd van Pocahontas begint en eindigt in het tijdperk van Marlon Brando en het multifunctionele stadion Astrodome in Houston. De gemeenschappelijke noemer is het effect van de Europese kolonisatie op de lokale indiaanse bevolking. Dit thema keerde vaker terug in de teksten van Young, zoals in Cortez the Killer (1975), Like an Inca (1982), Inca queen (1987) en Goin' home (2002).

## Covers
Het nummer is niet geheel origineel. Rond vijftien jaar eerder bracht de Amerikaanse zangeres Carole King al eens een lied uit waarvan de melodie voor een groot deel gelijk is. Dat was toen haar single He's a bad boy (1963).
Youngs Pocahontas werd verschillende malen gecoverd. Van de Amerikaanse band Everclear verscheen een cover op de B-kant van So much for the afterglow (1998). Daarnaast verschenen verschillende covers van artiesten op albums. Voorbeelden hiervan zijn: Crash Vegas (Borrowed tunes, 1994), Gillian Welch (The revelator collection, 2002), Johnny Cash (Unearthed, 2003), Adrienne Pearce (Borrowed tunes II, 2007) en Emily Loizeau (L'autre bout du monde, 2007; en met Olivier Koundouno: 
Revisited, 2014).